# Weißliches Sulawesi-Zwerghörnchen
Das Weißliche Sulawesi-Zwerghörnchen (Prosciurillus leucomus) ist eine Hörnchenart aus der Gattung der Sulawesi-Zwerghörnchen (Prosciurillus), die im Norden der zu Indonesien gehörenden Insel Sulawesi vorkommt.

## Merkmale
Wie die anderen Arten der Sulawesi-Zwerghörnchen gehört auch das Weißliche Sulawesi-Zwerghörnchen zu den kleineren Hörnchenarten, die endemisch auf der Insel Sulawesi sind. Es erreicht eine Kopf-Rumpf-Länge von etwa 16,5 bis 18,8 Zentimetern. Der Schwanz ist etwa 14 bis 19 Zentimeter lang und damit etwa so lang wie der restliche Körper. Die Rückenfarbe der Tiere ist oliv-braun, teilweise mit einer orangeroten, sandfarbenen oder schwarzen Fleckung. Charakteristisch sind weiße oder weißlich-braune bis graue Flecken am Nacken hinter den Ohren. Die Ohren sind an der Oberseite schwarz mit einem deutlichen schwarzen Haarbüschel, an der Innenseite ockerfarben. Die Unterseite ist rotbraun oder ockerfarben. Der Schwanz ist undeutlich geringelt mit schwarzen und sandbraunen Streifen und endet in einer schwarzen Quaste.

## Verbreitung
Das Weißliche Sulawesi-Zwerghörnchen kommt auf dem nördlichen Ausläufer der zu Indonesien gehörenden Insel Sulawesi sowie auf der kleinen vorgelagerten Insel Lembeh vor. Die Höhenverbreitung reicht von der Küste bis in Höhen von etwa 1700 Metern.

## Lebensweise
Über die Lebensweise des Weißlichen Sulawesi-Zwerghörnchens liegen nur wenige Daten vor. Es lebt in Wäldern des Flachlands bis in die Bergwälder mittlerer Höhenlagen und kommt dort wahrscheinlich vor allem im Blätterdach vor. Die Nahrung besteht wahrscheinlich hauptsächlich aus weichen Früchten und Insekten. Die Weibchen haben drei Paar Zitzen, die Wurfgröße ist nicht bekannt.

## Systematik
Das Weißliche Sulawesi-Zwerghörnchen wird als eigenständige Art innerhalb der Gattung der Sulawesi-Zwerghörnchen (Prosciurillus) eingeordnet, die aktuell aus sieben Arten besteht, während bis 2005 nur fünf Arten anerkannt waren. Die wissenschaftliche Erstbeschreibung stammt von Salomon Müller und Hermann Schlegel aus dem Jahr 1844, die die Art anhand von Individuen aus der Region Minahasa im Norden Sulawesis beschrieben.
Innerhalb der Art werden mit der Nominatform zwei Unterarten unterschieden
- Prosciurillus leucomus leucomus: Nominatform, kommt im gesamten Verbreitungsgebiet mit Ausnahme der Region westlich von Gorontalo. Bei der Nominatform sind die Nackenflecken besonders stark ausgeprägt und die Schnauze und die Wangen haben eine ockerfarbene Färbung.
- Prosciurillus leucomus occidentalis: nur westlich von Gorontalo; die Schnauze und die Wangen dieser Form sind blass sandfarben oder grau. Die Nackenflecken sind undeutlich oder können auch fehlen und die Bauchseite ist blasser als bei der Nominatform.

2005 beschrieb Richard W. Thorington zusätzlich Prosciurillus leucomus hirsutus und Prosciurillus leucomus tonkeanus als Unterarten, die er in seiner Überarbeitung 2012 jedoch nicht mehr aufführt.

## Status, Bedrohung und Schutz
Das Weißliche Sulawesi-Zwerghörnchen wird aufgrund der sehr unvollständigen Datenlage von der International Union for Conservation of Nature and Natural Resources (IUCN) als Data deficient gelistet. Bestandszahlen sind nicht bekannt, da es jedoch in Wäldern lebt, die vom Holzeinschlag betroffen sind und generell in geringer Dichte auftritt, wäre eine Einschätzung der Bestände als bedroht möglich.

## Belege
1. 1 2 3 4 5 6 7 8  Richard W. Thorington Jr., John L. Koprowski, Michael A. Steele: Squirrels of the World. Johns Hopkins University Press, Baltimore MD 2012; S. 176–177. ISBN 978-1-4214-0469-1
2. 1 2 3  Prosciurillus leucomus in der Roten Liste gefährdeter Arten der IUCN 2014.3. Eingestellt von: L. Ruedas, A. Suyanto, 2008. Abgerufen am 22. März 2015.
3. 1 2 3  Prosciurillus leucomus In: Don E. Wilson, DeeAnn M. Reeder (Hrsg.): Mammal Species of the World. A taxonomic and geographic Reference. 2 Bände. 3. Auflage. Johns Hopkins University Press, Baltimore MD 2005, ISBN 0-8018-8221-4.